# 金泉街道 (成都市)
金泉街道，是中华人民共和国四川省成都市金牛区下辖的一个乡镇级行政单位。

## 行政区划
金泉街道下辖以下地区：
土桥社区、迎宾路社区、高家社区、淳风桥社区、清水河社区、郎家社区、互助社区、何家社区、金桥社区、金科苑社区、两河筹委社区和蜀西筹委社区。